# Belvedere (Schiff, 2006)
Das Fahrgastschiff Belvedere ist der erste Schiffsneubau des Traditionsunternehmens Weiße Flotte Potsdam in der brandenburgischen Landeshauptstadt Potsdam nach der Privatisierung im Jahr 2000. Die Kiellegung des Schiffes fand am 6. Dezember 2005 in einer Montagehalle einer Stahlbaufirma in Parey unmittelbar am Elbe-Havel-Kanal statt. Die Bauwerft, die Schiffswerft Bolle GmbH besaß zu diesem Zeitpunkt noch keine Schiffbauhalle entsprechender Größe. Die Wasserung des Kasko erfolgte am 30. März 2006 eher unkonventionell mittels eines Schwergutkranes. Der Gesamtausbau erfolgte in der nahen Werft am Pareyer Verbindungskanal. Nach erfolgter Erprobung und Überführung wurde das Schiff am 21. Mai 2006 in Potsdam von der Gattin des ehemaligen Ministerpräsidenten des Landes Brandenburg Matthias Platzeck, der Verwaltungsfachwirtin Jeanette Jesorka auf den Namen Belvedere getauft.

## Geschichte
Das erste Schiff mit dem Namen Belvedere entstand 1985 in der Yachtwerft Berlin-Köpenick. Gebaut wurde dieses Fahrgastschiff im Rahmen einer Großserie des Typs III in der verlängerten Variante. 2005 erfolgte der Verkauf nach Berlin an das Unternehmen Wassersport- und Service GmbH Köpenick. Dort fährt es weiter als Belvedere mit Heimathafen Berlin. Gründe für den Verkauf waren unter anderem die geringe Platzkapazität und die hohen Wartungskosten. Der geschichtsträchtige Name wurde frühzeitig für den später geplanten Neubau reserviert.
Nach erfolgter Konsolidierung am Markt konnte erstmals wieder über einen Neubau für die Weiße Flotte nachgedacht werden. Die Schiffe beförderten 2005 erstmals nach der Privatisierung mehr als zweihunderttausend Fahrgäste im Jahr. Im Herbst 2005 wurde dann der erste Neubau nach 15 Jahren auf Kiel gelegt. Um ein gewisses Alleinstellungsmerkmal gegenüber der Vielzahl von Fahrgastschiffen auf den Gewässern im Potsdam/Berliner Raum zu erreichen, wurde eine besondere yachtähnliche Optik gewählt.

## Das Schiff
Mit einer Länge von knapp 41 Meter und einer Schiffsbreite von 6,5 Meter kann das moderne Schiff nahezu alle auch kleineren Gewässer der Region, wie den Griebnitzkanal befahren. Der geringe Tiefgang von nur 1,15 Meter ermöglicht es auch bei niedrigen Wasserständen die geplanten Routen einzuhalten und auch Fahrten auf der Elbe zur Besichtigung des Wasserstraßenkreuzes Magdeburg zu ermöglichen.
Zugelassen ist das Schiff für 250 Fahrgäste. Im vollklimatisierten Innenbereich gibt es Sitzplätze für 160 Personen. Im Außenbereich auf dem Oberdeck befinden sich ebenfalls 160 Plätze. Angetrieben wird die Belvedere von einem sechszylinder V-Motor der Firma Deutz AG über ein Schottel-Ruderpropeller. Zur Stromversorgung an Bord steht ein Generator, angetrieben von einem Dieselmotor ebenfalls der Firma Deutz zur Verfügung. In einem separaten kleinen Maschinenraum wurde ein weiteres Aggregat zur Notstromversorgung und zum Antrieb einer zusätzlichen Bergungs- und Feuerlöschpumpe installiert. Ein elektrisches Bugstrahlruder verbessert die Manövrierfähigkeit.
Zur gastronomischen Versorgung der Fahrgäste steht eine Kombüse, ein Tresenbereich und ein Serviceteam, je nach Anzahl der Gäste und Fahrtgebiet angepasst, zur Fahrgastbetreuung zur Verfügung.